# 커클리즈 스타디움
커클리즈 스타디움(Kirklees Stadium)은 잉글랜드 웨스트요크셔주 허더즈필드에 위치한 다목적 경기장으로, 수용 인원은 24,500명이다. 1994년 개장한 이래 축구 클럽인 허더즈필드 타운 FC, 슈퍼리그 소속 럭비 클럽인 허더즈필드 자이언츠의 홈 구장으로 사용되고 있다.

## 사진

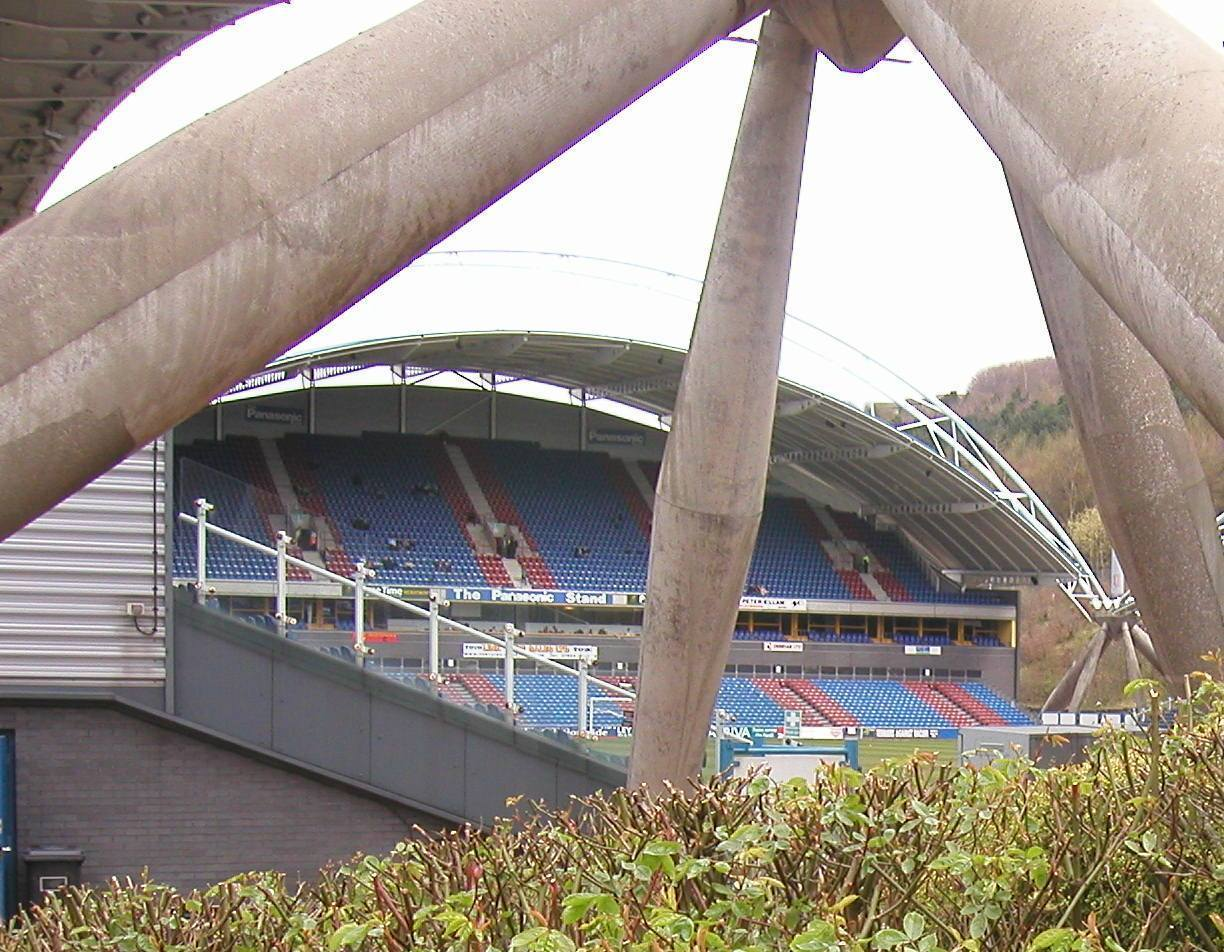
경기장 내부 모습
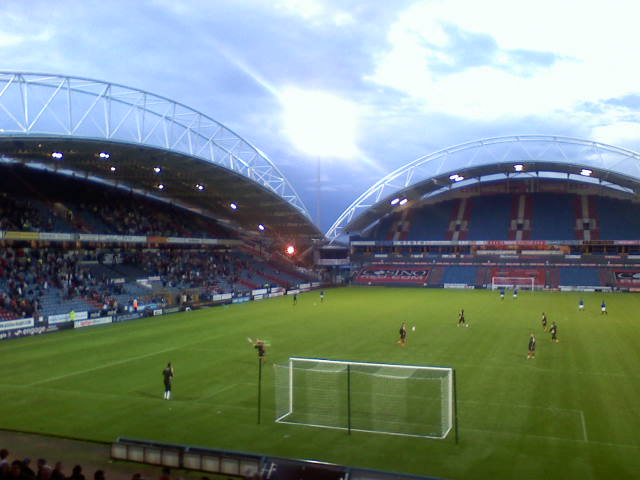
경기장 내부 모습